# Liste vom Aussterben bedrohter Arten im Nordostatlantik
In der Liste vom Aussterben bedrohter Arten im Nordostatlantik (FAO-Fanggebiet 27) sollen die von der IUCN in der Roten Liste gefährdeter Arten als „vom Aussterben bedroht“ (Critically Endangered) eingestuften Tier- und Pflanzenarten dargestellt werden. Quelle ist die Rote Liste gefährdeter Arten der IUCN mit Stand vom 22. Dezember 2021.
| Artname                                                                      | Lateinischer Name        | Bild |
| ---------------------------------------------------------------------------- | ------------------------ | ---- |
| Gestreifter Adlerrochen                                                      | Aetomylaeus bovinus      |      |
| Europäischer Aal                                                             | Anguilla anguilla        |      |
| Weißspitzen-Hochseehai, Hochsee-Weißflossenhai                               | Carcharhinus longimanus  |      |
| Rundnasen-Grenadier                                                          | Coryphaenoides rupestris |      |
| Glattrochen                                                                  | Dipturus batis           |      |
| Großer Glattrochen                                                           | Dipturus intermedius     |      |
| Echte Karettschildkröte                                                      | Eretmochelys imbricata   |      |
| Atlantischer Nordkaper                                                       | Eubalaena glacialis      |      |
| Hundshai                                                                     | Galeorhinus galeus       |      |
| Rochen                                                                       | Glaucostegus cemiculus   |      |
| Atlantik-Bastardschildkröte, Karibische Bastardschildkröte                   | Lepidochelys kempii      |      |
| Gewöhnlicher Adlerrochen                                                     | Myliobatis aquila        |      |
| Gemeiner Geigenrochen, Gewöhnlicher Geigenrochen, Gewöhnlicher Gitarrenfisch | Rhinobatos rhinobatos    |      |
| Bogenstirn-Hammerhai, Gekerbter Hammerhai                                    | Sphyrna lewini           |      |
| Großer Hammerhai                                                             | Sphyrna mokarran         |      |
| Glatter Engelhai                                                             | Squatina oculata         |      |
| Meerengel, Gemeiner Engelhai                                                 | Squatina squatina        |      |